# Gøtugjógv
Gøtugjógv [ˈgøtʊʤɛgv] és un poble de l'est de l'illa d'Eysturoy, a les Fèroe. Fins al 2009 va formar part del municipi de Norðragøta, any en què es aquest es va fusionar amb el de Leirvík per a formar el nou municipi d'Eystur. L'1 de gener de 2021 tenia 44 habitants.
La localitat està situada a la costa oriental de l'ílla d'Eysturoy, a la capçalera de la badia de Gøtuvík, entre els pobles de Norðragøta i Syðrugøta, tots dos de majors proporcions i amb els quals està pràcticament unit. A tan sols 3 km cap al sud per carretera hi ha la gran aglomeració urbana de la riba est del Skálafjørður, una de les més importants de l'arxipèlag. Immediatament al nord, també a la capçalera de la badia, hi ha Norðragøta, la capital del municipi d'Eystur. Seguint vers al nord, a uns 2 km de Gøtugjógv hi ha el túnel de Leirvík (Leirvikartunnilin en feroès), de 2238 metres de llargada.
Al poble hi ha un petit bosc repoblat que serveix de parc públic.

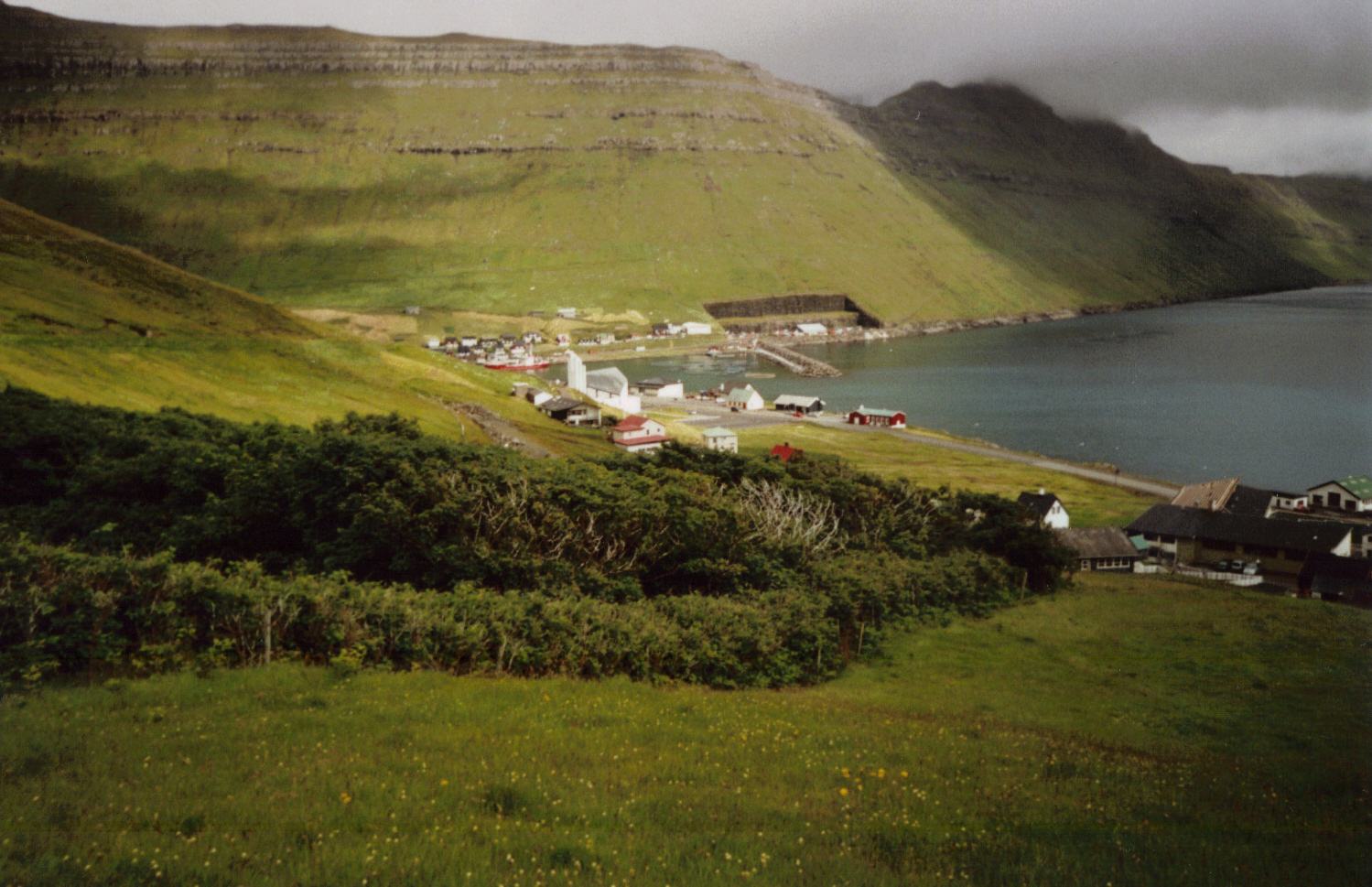
Bosc de Gøtugjógv.

El primer cop que Gøtugjógv surt a la documentació data de 1584. A Gøtugjógv hi ha també l'església de Gøta, que és el temple luterà de la regió. Aquesta església d'arquitectura moderna va ser consagrada el 1995, essent-hi present la reina Margarida II. Al presbiteri de l'església hi ha un gran vitrall dissenyat per l'artista Tróndur Patursson. L'església va ser molt discutida als mitjans de comunicació, ja que va acabar costant el doble del previst.
La seva posició central ha fet que Gøtugjógv sigui la seu d'una escola primària que dona servei als tres pobles. Aquesta escola es va inaugurar el 1890. A la façana de l'escola hi ha des del 1974 un relleu en bronze de Janus Kamban en honor de Tróndur í Gølu, cap viking oriünd de la regió que va combatre contra el cristianisme a les Illes Fèroe. Del 1980 al 1989 hi va haver també una escola secundària superior.